# 田代信綱
田代 信綱（たしろ のぶつな、生没年不詳）は、平安時代末期の武将。号は田代冠者信綱。

## 経歴・人物
田代為綱と伊豆の豪族・狩野茂光の娘との間の子。石橋山の戦いにおいて源頼朝挙兵時の武士の一人となった。
平家物語の三草山の合戦や一ノ谷の戦い及び屋島の戦いの場面にも登場し、後者においては、源義経挙兵時の武士ともなり、源義仲を追討した。しかし義経の門下となったと同時に、頼朝から破門の書状を受け取られた。前田青邨画伯の代表作「洞窟の頼朝」にも描かれている。